# لوسون كرادوك
لوسون كرادوك (بالإنجليزية: Lawson Craddock)‏ (و. 1992  م) هو راكب دراجة هوائية أمريكي، ولد في هيوستن، شارك في طواف إسبانيا، وطواف إسبانيا 2014، وطواف فرنسا 2018.

## سجل الفوز

### سباقات أو مراحل فاز بها
| التاريخ       | السباق                                                                 | المركز                                            |
| ------------- | ---------------------------------------------------------------------- | ------------------------------------------------- |
| 01 يناير 2009 | 2009 UCI Road World Championships – Junior men's time trial            | المركز الثاني                                     |
| 01 يناير 2010 | 2010 UCI Road World Championships – Junior men's time trial            | المركز الثالث                                     |
| 11 أبريل 2010 | Paris-Roubaix Juniors 2010                                             | المركز الثالث                                     |
| 31 مارس 2013  | تريبتيك ديس مونتس إت شاتيوكس 2013                                      | المركز الثاني                                     |
| 19 مايو 2013  | طواف كاليفورنيا 2013                                                   | الفائز في ترتيب النقاط للشباب                     |
| 25 أغسطس 2013 | يو إس إيه برو تشالنج 2013                                              | الثاني في تصنيف أفضل شاب، السابع في التصنيف العام |
| 18 مايو 2014  | طواف كاليفورنيا 2014                                                   | الفائز في ترتيب النقاط للشباب، المركز الثالث      |
| 03 مايو 2015  | طواف يوركشاير 2015                                                     | الثالث في تصنيف الجبال                            |
| 09 أبريل 2016 | طواف إقليم الباسك 2016                                                 | الفائز في ترتيب النقاط للشباب                     |
| 25 مارس 2018  | كوبي وبارتالي 2018                                                     | الفائز في ترتيب التسلق                            |
| 15 أبريل 2018 | سباق أمستل الذهبي 2018                                                 | التاسع في التصنيف العام                           |
| 17 يونيو 2021 | سباق الطريق ضد الساعة للرجال في بطولة الولايات المتحدة على الطريق 2021 | الفائز في التصنيف العام                           |
| 23 يونيو 2022 | سباق الزمن على الطريق للرجال في بطولة الولايات المتحدة على الطريق 2022 | الفائز في التصنيف العام                           |

## روابط خارجية
- لوسون كرادوك على موقع الاتحاد الدولي للدراجات (الإنجليزية)
- لوسون كرادوك على موقع أرشيف الدراجات (الإنجليزية)
- لوسون كرادوك على موقع إحصائيات الدراجات الإحترافية (الإنجليزية)
- لوسون كرادوك على موقع نسبة الدراجات (الإنجليزية)
- لوسون كرادوك على موقع CycleBase (الإنجليزية)
- لوسون كرادوك على موقع أوليمبيديا (الإنجليزية)
- لوسون كرادوك على موقع اللجنة الأولمبية والبارالمبية الأمريكية (الإنجليزية)